# Sympathy for the Devil (album)
Sympathy for the Devil je studijski album skupine Laibach, ki je izšel leta 1988 pri založbi Mute Records. Album vsebuje sedem cover verzij skladbe "Sympathy for the Devil", skupine The Rolling Stones in eno originalno verzijo Laibachov. Skladbe so posneli Laibachi in številne stranske skupine članov skupine Laibach, vključno s skupinama "Dreihunderttausend Verschiedene Krawalle" in "Germania".

## Seznam skladb
Vse skladbe sta napisala Mick Jagger in Keith Richards, razen skladbo 3 so napisali Laibach.
| Št. | Naslov                                                            | Izvajalec    | Dolžina |
| --- | ----------------------------------------------------------------- | ------------ | ------- |
| 1.  | „Sympathy for the Devil (Time for a Change)‟                      | Laibach      | 5:43    |
| 2.  | „Sympathy for the Devil (Dem Teufel zugeneigt)‟                   | Laibach      | 4:54    |
| 3.  | „Sympathy for the Devil (Anastasia)‟                              | 300.000 V.K. | 5:32    |
| 4.  | „Sympathy for the Devil (Who Killed the Kennedys)‟ (instrumental) | Germania     | 5:53    |
| 5.  | „Sympathy for the Devil (Who Killed the Kennedys)‟                | Germania     | 7:04    |
| 6.  | „Sympathy for the Devil (Soul to Waste)‟                          | 300.000 V.K. | 4:52    |
| 7.  | „Sympathy for the Devil‟                                          | Laibach      | 7:52    |
| 8.  | „Sympathy for the Devil (Soul to Waste)‟ (instrumental)           | 300.000 V.K. | 7:52    |